# Eta Telescopii
Eta Telescopii (η  Telescopii, förkortat Eta Tel, η  Tel) som är stjärnans Bayerbeteckning, är en ensam stjärna belägen i den mellersta delen av stjärnbilden Kikaren. Den har en skenbar magnitud på 5,05 och är svagt synlig för blotta ögat där ljusföroreningar ej förekommer. Baserat på parallaxmätning inom Hipparcosuppdraget på ca 20,7 mas, beräknas den befinna sig på ett avstånd på ca 157 ljusår (ca 48 parsek) från solen.

## Egenskaper
Eta Telescopii är en blå till vit stjärna i huvudserien av spektralklass A0 Vn. Den har en massa som är ca 3,2 gånger större än solens massa, en radie som är ca 1,6 gånger större än solens och utsänder från dess fotosfär ca 24 gånger mera energi än solen vid en effektiv temperatur på ca 11 900 K.
År 1998 avslöjade behandling av bilder från Hubbleteleskopet ett objekt av 12:e magnituden på 4 bågsekunders avstånd från Eta Telescopii. Den bedömdes vara en brun dvärg av spektraltyp M7V eller M8V med en yttemperatur på omkring 2 600 K, som ligger omkring 192 AE från primärstjärnan, och har en massa motsvarande mellan 20 och 50 Jupitermassor.
Eta Telescopii har ett överskott av infraröd strålning som tyder på närvaro av en omkretsande stoftskiva med en omloppsradie av 24 AE och ett obestämt asteroidband vid 4 AE från värdstjärnan. Efterföljande bildbehandling visade att det inte fanns några föremål med 20 Jupitermassor eller större mellan skivan och den bruna dvärgen.
Eta Telescopii är faktiskt en trippelstjärna där följeslagaren är HD 181327, en gulvit stjärna i huvudserien av spektraltyp F6V och skenbar magnitud 7,0, och som har sin egen stoftskiva.  Skivan har en skarpt definierad inre kant vid 31 AE, vilket anger en sannolik planet mellan 19 och 31 AE från stjärnan.